# Entalpia de dissolució
L'entalpia de solució, entalpia de dissolució o calor de dissolució és el canvi d'entalpia associat a la dissolució d'una substància en un solvent a pressió constant que resulta en una infinita dilució (infinita en teoria).
L'entalpia de solució és una de les tres dimensions de l'anàlisi de solubilitat. S'expressa més sovint en kJ/mol a temperatura constant.Com que l'energia de formació d'un enllaç químic és la diferència entre l'afinitat electrònica i l'energia d'ionització, la calor de solució d'una substància està definida com la suma de l'energia absorbida, o energia endotèrmica (expressada en kJ/mol "positius"), i l'energia alliberada, o energia exotèrmica (expressada en kJ/mol "negatius").

## Energia
Com que l'escalfament disminueix la solubilitat d'un gas, la dissolució dels gasos és exotèrmica. Com a conseqüència, en dissoldre's un gas en un solvent líquid, la temperatura disminueix, en canvi la solució continua alliberant energia. Aquest és un efecte de l'increment de la calor o de l'energia requerida per atraure les molècules de solut i solvent —és a dir, que aquesta energia supera l'energia requerida per a separar les molècules del solvent. Quan el gas queda dissolt completament ("completament" en teoria)— la calor de solució estarà al màxim (una gran energia d'entalpia negativa) 
El procés de dissolució pot veure's des del punt de vista de la termodinàmica, com si tingués tres etapes: 
1. Trencament de les atraccions solut-solut (endotèrmica), per exemple l'energia reticular en el cas de les sals.
2. Trencament de les atraccions solvent-solvent (endotèrmica), per exemple l'enllaç d'hidrogen en l'aigua.
3. Trencament de les atraccions solvent-solut (exotèrmica), en la solvatació.

El valor del canvi d'entalpia global és la suma dels canvis d'entalpia individuals de cada pas. Per exemple, en dissoldre nitrat d'amoni en aigua davallarà la temperatura de l'aigua (la solvatació no compensa la despesa d'energia en trencar l'estructura cristallina), mentre que en afegir hidròxid de potassi a l'aigua augmentarà la temperatura del sistema.
Les solucions amb calors negatius de solució formen enllaços forts i tenen pressions de vapor baixes.
| Calor de solució d'alguns compostos      |   |        |
| àcid clorhídric                          | - | -74.84 |
| nitrat d'amoni                           | + | 6.14   |
| amoníac                                  | - | 7.29   |
| hidròxid de potassi                      | - | 13.77  |
| hidròxid de cesi                         | - | 17.10  |
| clorur de sodi                           | + | 3.89   |
| clorat de potassi                        | + | 9.89   |
| àcid acètic                              | - | 0.360  |
| Canvi en entalpia ΔHo en kJ/mol en aigua |   |        |